# Tandy TRS-80
TRS-80 je ime za 8-bitno kućno računalo koje je razvila američka tvrtka Tandy Corporation koja je prodavala ova računala preko lanaca trgovina Radio Shack pozantih po prodaji elektronike i elektroničkih dijelova. TRS-80 bilo je zasnovano na mikroprocesoru Zilog Z80, i prvi strojevi izašli su 1977. no prodaja nije išla dobro na početku zbog visoke cijene, no kasnije poboljšanjem proizvoda ostali modeli TRS-80 imali su zapaženiji uspjeh u 1980-tim godinama u SAD, Južnoj Africi, Ujedinjenom Kraljevstvu i Australiji.

## Inačice

### Model I
Računalo TRS-80 bioje prećen s crno bijelim zaslonom koji je bio modificirana crno bijela televizija RCA XL-100. Boja ekrana bila je svijetlo plava (standardni P4 fosfor koji se koristilo za crno-bijelu televiziju). Zeleni i jantarski filteri, ili nadomještavajuće cijevi koje su bile lakše za rad bile su česte od drugih proizvođača. Kasniji modeli imali su zeleno-crni zaslon. Zbog nedostatka raspona na kratici koja je zamjenjivala TV modulator, izlaz je gubio horizontalnu sinkronizaciju na poljima s puno bijelih piksela, ovaj problem se riješavao sa sitnom sklopovskom prepravkom koji je trajao oko pola sata. Video sklopovlje imalo je mogućnost prikazivanja teksta širine 64 ili 32 znakova za 16 znakova visine jer je za video bilo samo odvojeno jedan kilobajt. Sedam bita od svakog bajta za video prikaz koristio se za prikazivanje ASCII znakova, dok se osmi bit koristio za razlikovanje između znakova i "semigrafičkih" znakova.
Primitivna grafika "semigrafika" umjesto prave bitmapne grafike mogao se prikazivati zato što su gornjih 64 znaka od 128 velikog znakovnog skupa prikazivaju matricu od 2x3 blokova (slično teletextu. Rutine napisane u BASICu bile su date korisnicima koje su mogile izravno pisati u ovu prividnu matricu 128x48.
Prva inačica TRS-80 Model I nije mogao razlikovati između velikih i malih znakova u video memoriji.